# Loire-Authion
Loire-Authion – gmina we Francji, w regionie Kraj Loary, w departamencie Maine i Loara. W 2013 roku liczba ludności wynosiła 15 471 mieszkańców.
Gmina została utworzona 1 stycznia 2016 roku z połączenia siedmiu wcześniejszych gmin: Andard, Bauné, La Bohalle, Brain-sur-l’Authion, Corné, La Daguenière oraz Saint-Mathurin-sur-Loire. Siedzibą gminy została miejscowość Saint-Mathurin-sur-Loire.